# Бетехтін Анатолій Георгійович
Бетехтін Анатолій Георгійович (* 8 березня 1897 — † 20 квітня 1962) — російський геолог і мінералог, відомий дослідник руд, з 1953 академік. Закінчив Ленінградський гірничий інститут. З 1929 його доцент і професор, де створив курс вивчення руд під мікроскопом у відбитому світлі (мінераграфії). З 1937 працює в Інституті геологічних наук АН СРСР. Створив мінераграфічну лабораторію і новий напрям дослідження руд шляхом вивчення структурних особливостей і сумісного знаходження мінералів у природі. Автор понад 200 наукових праць, кількох підручників для вузів, довідника «Мінералогія» (1950) і ряду монографій про платину, хром, марганець та ін. Наукові праці важливі для оцінки мінеральної сировини і спрямування геологорозвідувальних робіт. Його праця «Промислові марганцеві руди СРСР» удостоєна Сталінської премії, (1947). Співавтор праці «Основні проблеми у вченні про магматогенні рудні родовища» — Ленінська премія, (1958). Нагороджений орденами Леніна і Трудового Червоного Прапора.
На честь Анатолія Георгійовича назван мінерал бетехтеніт.